# Campeonato Mundial de Remo de 1992
El XXII Campeonato Mundial de Remo se celebró en Montreal (Canadá) entre el 13 y el 16 de agosto de 1992 bajo la organización de la Federación Internacional de Sociedades de Remo (FISA) y la Federación Canadiense de Remo.
Las competiciones se realizaron en el canal de remo de la isla Notre-Dame, ubicado sobre el río San Lorenzo. Sólo se compitió en las categorías no olímpicas.

## Medallistas

### Masculino
| Evento                         | Oro | Plata | Bronce |
| ------------------------------ | --- | --- | --- |
| Scull individual ligero LM1X   | Jens Ernst Mohr Dinamarca | Pepijn Aardewijn · Países Bajos · | Brian Sweenor Estados Unidos |
| Doble scull ligero LM2X        | Gary Lynagh Bruce Hick Australia | Christoph Schmölzer · Walter Rantasa · Austria · | Michael Gier · Markus Gier · Suiza · |
| Cuatro scull ligero LM4X       | Francesco Esposito · Massimo Lana · Michelangelo Crispi · Massimo Guglielmi · Italia ·                                                                        | Lars-Johan Flodin · Bo Ekros · Per Lundberg · Joakim Brischewski · Suecia ·                                                                          | Bernhard Rühling · René Höhn · Klaus Götte · Stephan Fahrig · Alemania · |
| Cuatro sin timonel ligero LM4- | Christopher Bates Carl Smith Thomas Kay Toby Hessian Reino Unido                                                                                              | Alfredo Striani · Sabino Bellomo · Danilo Fraquelli · Francesco Cattaneo · Italia ·                                                                  | Benoît Masson Stéphane Guérinot José Oyarzabal Sébastien Bel Francia |
| Ocho con timonel ligero LM8+   | Johnny Andersen Svend Blitskov Thomas Croft Jan Hansen Jeppe Jensen Kollat Flemming Meyer Thomas Poulsen Bo Vestergaard Martin Sørensen (t) Dinamarca 5:34,95 | Andrew Butt Roger Everington Jim Hartland James McNiven Mark Partridge Nicholas Strange Ian Watson Stephen Wright Philip Cox (t) Reino Unido 5:37,02 | Klaus Altena · Michael Buchheit · Christian Dahlke · Michael Kobor · Thomas Melges · Bernhard Stomporowski · Kai von Warburg · Uwe Maerz · Olaf Kaska (t) · Alemania · 5:37,95 |

### Femenino
| Evento                         | Oro                                                          | Plata                                                                         | Bronce                                                                    |
| ------------------------------ | ------------------------------------------------------------ | ----------------------------------------------------------------------------- | ------------------------------------------------------------------------- |
| Scull individual ligero LW1X   | Mette Bloch Jensen Dinamarca                                 | Sue Key Reino Unido                                                           | Wendy Wiebe · Canadá ·                                                    |
| Doble scull ligero LW2X        | Christiane Weber · Claudia Waldi · Alemania ·                | Colleen Miller · Michelle Darvill · Canadá ·                                  | Sanya Remmler-Suddeth Teresa Zarzeczny Estados Unidos                     |
| Cuatro sin timonel ligero LW4- | Deirdre Fraser Virginia Lee Liz Moller Marina Cade Australia | Alison Brownless Annamarie Stapleton Tonia Williams Claire Davies Reino Unido | Jill Blois · Nori Doobenen · Laurie Featherstone · Renata Troc · Canadá · |

## Medallero
| Núm. | País           | Oro | Plata | Bronce | Total |
| ---- | -------------- | --- | ----- | ------ | ----- |
| 1    | Dinamarca      | 3   | 0     | 0      | 3     |
| 2    | Australia      | 2   | 0     | 0      | 2     |
| 3    | Reino Unido    | 1   | 3     | 0      | 4     |
| 4    | Italia         | 1   | 1     | 0      | 2     |
| 5    | Alemania       | 1   | 0     | 2      | 3     |
| 6    | Canadá         | 0   | 1     | 2      | 3     |
| 7    | Austria        | 0   | 1     | 0      | 1     |
| 7    | Países Bajos   | 0   | 1     | 0      | 1     |
| 7    | Suecia         | 0   | 1     | 0      | 1     |
| 10   | Estados Unidos | 0   | 0     | 2      | 2     |
| 11   | Francia        | 0   | 0     | 1      | 1     |
| 11   | Suiza          | 0   | 0     | 1      | 1     |
|      | TOTAL          | 8   | 8     | 8      | 24    |